# フランツ・ストール
フランツ・ストール（Franz Stahl、1962年10月30日 - ）はアメリカ合衆国のミュージシャン・ギタリスト。兄のピーター・ストールとのスクリーム、元ニルヴァーナのデイヴ・グロール率いるフー・ファイターズでの活動で有名。

## 来歴
フランツと兄のピーターはバージニア州ベイリーズ・クロスローズで生まれ育った。彼らの父で弁護士のアーノルドは、ワシントンD.C.のロックバンド、The Hangmanのマネージメントを行っていた。フランツはギターの練習を始めると、ベーシストのスキーター・トンプソンと共に、地方のバンドを立ち上げた。1981年に2人はフランツの兄である、ピーター、そして、ケント・スタックスと共にバージニア州アレクサンドリアでバンド、スクリームを結成する。
1990年にスクリームが解散した後、フランツとピーターはバンド、Woolを結成する。バンドはロンドンレコードよりアルバム、Box Setをリリーズするが、1996年に活動を休止してしまう。

フランツが、当時Jをプロデュースしていた友人を訪ねた時、Jがツアーに向けて、ギタリストを必要としている事を知った。フランツはJに招待され、Jのバンドでギタリストを務めた。
当時、フー・ファイターズのギタリストであるパット・スミアが脱退を決めていた為、Jとのツアー中にデイヴ・グロールより、バンドへの招待を受ける。ツアー終了後にフランツは承諾し、ラジオシティ・ミュージックホールにて、彼のデビューパフォーマンスを行う、わずか2日前にバンドに合流した。
フランツはバンドでの活動期間中、ゴジラ　THE ALBUMに収録されている、A320に参加。Xファイルのサウンドトラック、The X-Files: The Album用に再収録を行った、Walking After Youにも参加した。さらに、My Heroのミュージック・ビデオにも出演。※My Heroはパット・スミアの在籍中に収録された曲なので、フランツはレコーディングに参加していない。

しかし、アルバムThere Is Nothing Left to Loseのレコーディングを行う前に、方向性の違いによりバンドを脱退する。フー・ファイターズでの活動は本人によると、「人生で最高の2年間だった。」という。

脱退後は再びJ に招待され、2005年まで共に活動した。
フランツは現在、カリフォルニア州ハリウッドで生活をしており、最近ではボストン出身のバンド、DYSと曲作りに励んでいる。2007年にはドキュメンタリー映画のOne California Dayに楽曲提供を行った。

## 使用ギター
- ギブソン社のレスポール、フェンダー社のストラトキャスター等。中でもレスポールは特に彼の愛用品である。